# Las Machotas
Las Machotas son dos elevaciones montañosas, pertenecientes a la vertiente madrileña de la sierra de Guadarrama (España), de cuya alineación principal se encuentran separadas por diferentes fracturas. Estos montes-islas, llamados así por su ubicación colateral con respecto al eje axial guadarrameño, están ubicados entre los términos municipales de Zarzalejo, El Escorial y San Lorenzo de El Escorial, en el noroeste de la Comunidad de Madrid. Su altitud máxima es de 1466 m.
Forman parte del Territorio Histórico de "El Escorial: Monasterio, Sitio y Entorno Natural y Cultural", declarado Bien de Interés Cultural por la Comunidad de Madrid, mediante decreto 52/2006.

## Medio físico
Se trata de uno de los extremos del llamado Circo de El Escorial, donde se encuentra el Real Sitio de San Lorenzo de El Escorial y El Escorial, que también se encuentra flanqueado por el Monte Abantos (1753 m). Las Machotas tienen una altura máxima de 1466 m, que se sitúa en la Machota Alta, también conocida como Pico del Fraile. La Machota Baja (o Chica), que presenta un relieve mucho más abrupto, tiene 1410 m de altura. 
Las Machotas son resultado de una extrusión plutónica ocurrida hace millones de años. Dada su configuración aislada en relación con la alineación principal de la sierra de Guadarrama, estas montañas han sido objeto de una acción erosiva diferencial, que ha dado lugar a la formación de abundantes bolos graníticos, algunos de gran singularidad. 
Las cumbres de la Machota Alta albergan los canchales más llamativos, caso de la Bola, el Badajo, el Gigante Mudo y, especialmente, el Fraile, del que esta elevación recibe uno de sus dos nombres (Pico del Fraile).
En lo que respecta a su hidrografía, el paraje se encuentra integrado dentro de la cuenca del Alberche. En Las Machotas nacen diferentes arroyos, que sirven de fuente al Perales, su corriente fluvial más importante. Este río empieza a ser conocido como tal a partir de la Dehesa de Fuentelámparas, a 1105 m de altitud. Se trata de uno de los principales afluentes del Alberche.
Su vegetación es la característica del rango altitudinal en el que se encuentran estos picos. En su base, aparecen robledales y castañares, que son sustituidos, en las laderas, por enebrales. En las cimas, los bosques abren paso al matorral de montaña o piornal. 
Los castañares de Las Machotas están incluidos en el Catálogo de Árboles Monumentales Madrileños. Algunos ejemplares alcanzan los 20 m de altura y los 25 m de diámetro de copa.

## Acceso
La forma más directa de acceso es desde Zarzalejo, que se encuentra a unos 58 km de Madrid, a los pies de la ladera sursudoeste de la Machota Alta (1466 m) y de la oeste de La Machota Baja (1410 m). Este pueblo está situado en las inmediaciones del puerto de la Cruz Verde (1251 m), que es atravesado por las carreteras M-505 y M-512. La localidad dispone, además, de una estación de tren, correspondiente al ferrocarril Madrid-Ávila. También es posible llegar desde la Silla de Felipe II, en San Lorenzo de El Escorial, de donde parten distintas rutas de senderismo.

## Curiosidades
Según la leyenda, el rey Felipe II eligió las laderas de Las Machotas, donde se encuentra Zarzalejo, para construir lo que hoy es el Monasterio de San Lorenzo de El Escorial, dada la abundancia de canteras del lugar. Tal fue la oposición recibida por los vecinos que el monarca optó finalmente por edificarlo a las faldas del Monte Abantos.

## Galería

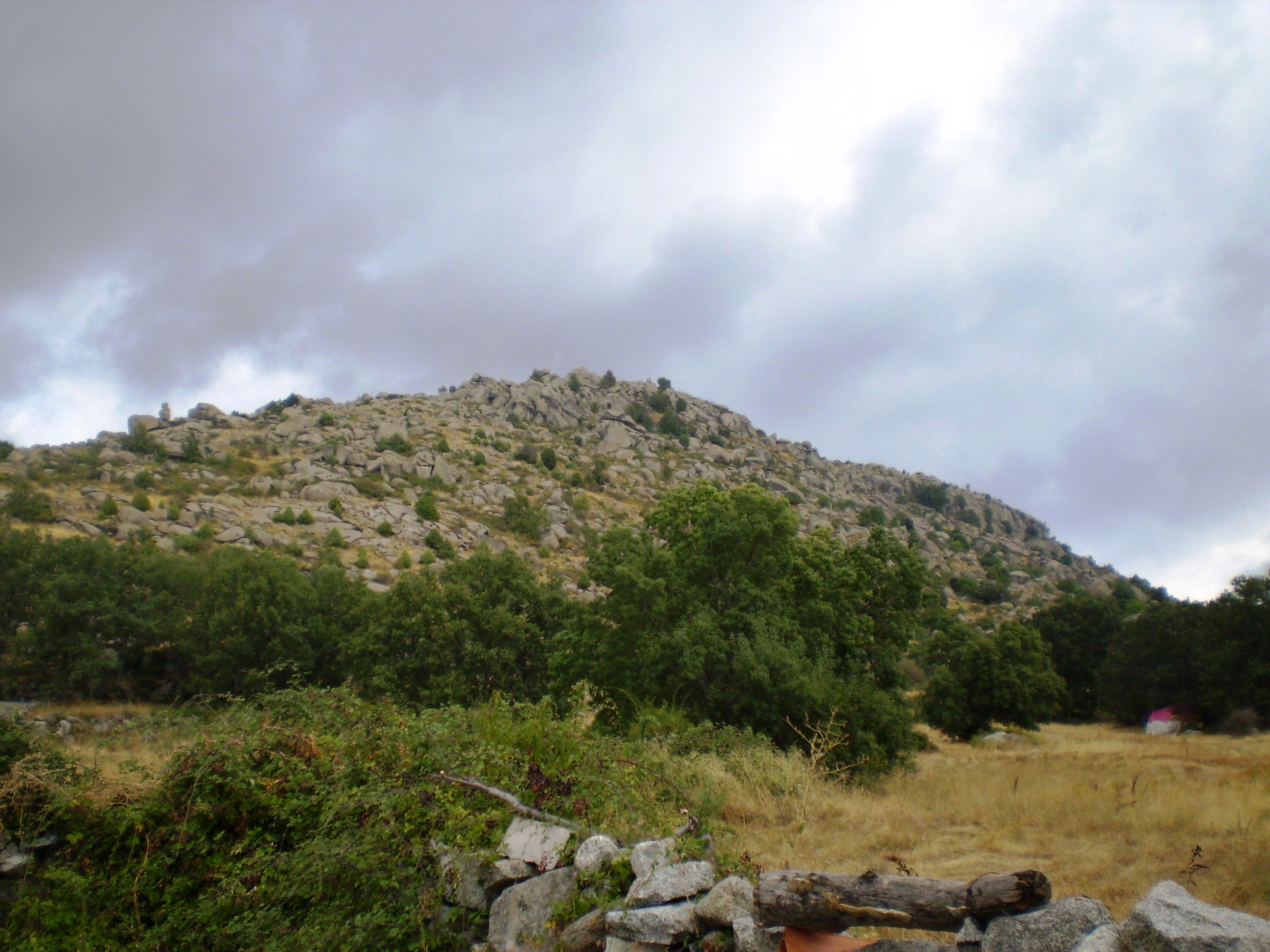
Cumbre de la Machota Alta o Pico del Fraile (1466 m).
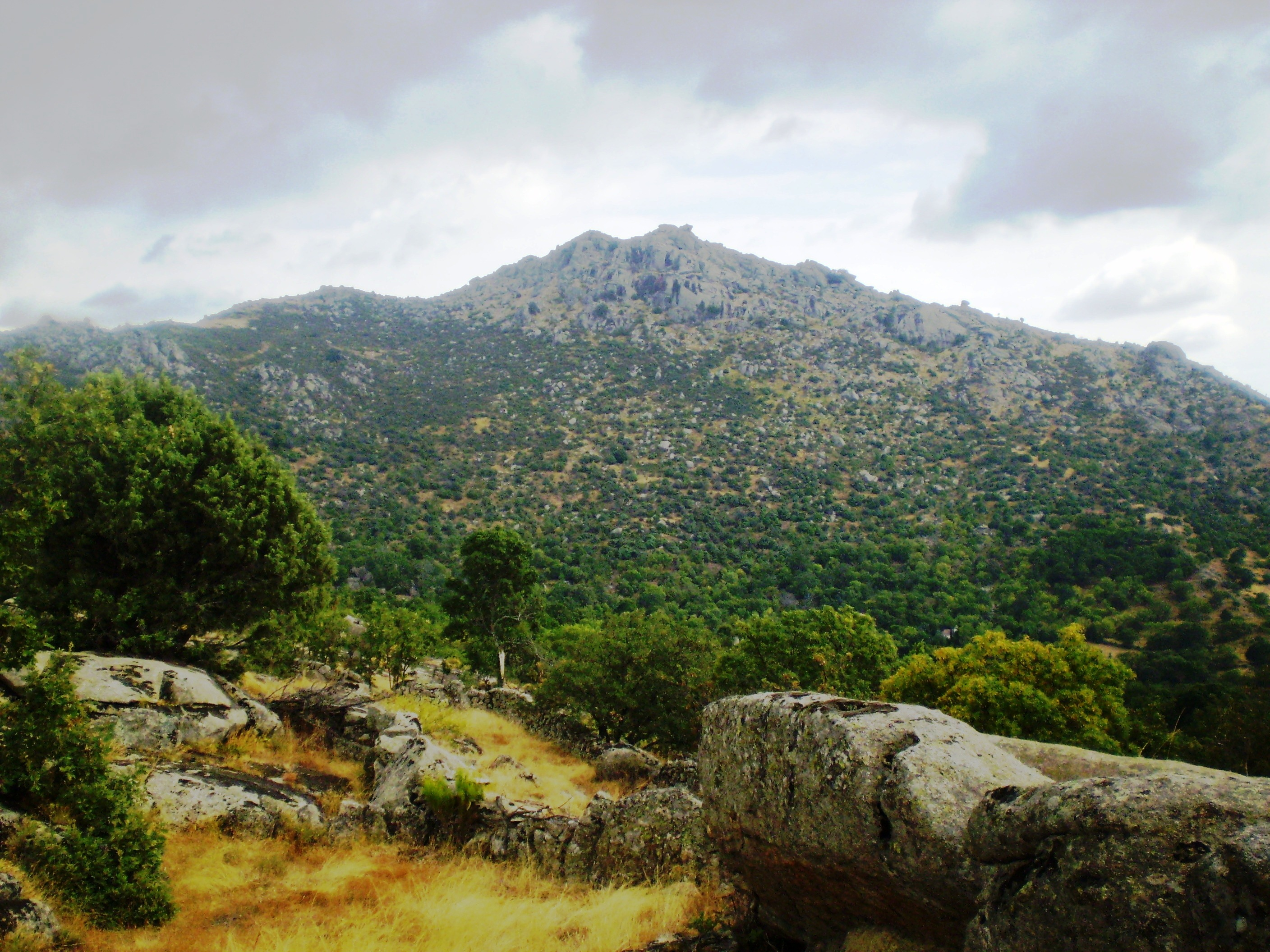
Vertiente occidental de la Machota Baja (1410 m).